# Mesure de Borel
Pour les articles homonymes, voir Mesure de Borel et Borel.
Une mesure de Borel est une mesure borélienne qui prend une valeur finie sur tout compact.
Pour une mesure de Borel, toutes les fonctions numériques continues à support compact sont intégrables.